# Knickerbocker Holiday
Pour plus de détails, voir Fiche technique et Distribution.
Knickerbocker Holiday est un film américain réalisé par Harry Joe Brown, sorti en 1944. Il s'inspire de la comédie musicale du même nom, créée en 1938 par Maxwell Anderson et Kurt Weill.

## Synopsis
EN l'an 1650 à La Nouvelle-Amsterdam, Brom Broeck est un jeune éditeur de journal, qui se fait arrêté pour avoir imprimé des opinions avancées sur le régime politique du gouverneur « Peg-Leg » Stuyvesant. Tandis que le journaliste est en prison, le vieux gouverneur essaie de conquérir le cœur de la fiancée de Brom.

## Fiche technique
- Titre : Knickerbocker Holiday
- Réalisation : Harry Joe Brown
- Scénario : Thomas Lennon, David Boehm et Rowland Leigh d'après la pièce éponyme de Maxwell Anderson et Kurt Weill
- Photographie : Philip Tannura
- Musique : Werner R. Heymann
- Producteur : Harry Joe Brown
- Société de production : Producers Corporation of America
- Pays d'origine :  États-Unis
- Langue : Anglais
- Format : Noir et blanc — 35 mm — 1,37:1 — Son : Mono (Western Electric Mirrophonic Recording)
- Genre : Film musical
- Durée : 85 minutes
- Date de sortie : 17 mars 1944

## Distribution
- Nelson Eddy : Brom Broeck
- Charles Coburn : Peter Stuyvesant
- Constance Dowling : Tina Tienhoven
- Ernest Cossart : Tienhoven
- Shelley Winters : Ulda Tienhoven
- Percy Kilbride : Schermerhorn
- Otto Kruger : Roosevelt
- Fritz Feld : Poffenburgh
- Richard Hale : Tammany
- Carmen Amaya : Danseuse